# Chrysuronia brevirostris
A Chrysuronia brevirostris a madarak osztályának sarlósfecske-alakúak (Apodiformes) rendjébe és a kolibrifélék (Trochilidae) családjába tartozó faj.

## Rendszerezése
A fajt René Primevère Lesson írta le 1846-ben, az Ornismya nembe  Ornismya brevirostris néven. Sorolták az Amazilia nembe Amazilia brevirostris néven és az Agyrtria nembe Agyrtria brevirostris néven is.

## Alfajai
- Chrysuronia brevirostris brevirostris (R. Lesson, 1829)
- Chrysuronia brevirostris chionopectus (Gould, 1859)
- Chrysuronia brevirostris orienticola (Todd, 1942)[2]

## Előfordulása
Dél-Amerika északi részén, Brazília, Francia Guyana, Grenada, Guyana, Suriname, Trinidad és Tobago, valamint Venezuela területén honos. 
Természetes élőhelyei a szubtrópusi vagy trópusi síkvidéki esőerdők, száraz erdők, szavannák és cserjések, valamint szántóföldek és ültetvények. Állandó, nem vonuló faj.

## Megjelenése
Testhossza 10 centiméter.

## Természetvédelmi helyzete
Az elterjedési területe nagyon nagy, egyedszáma pedig ismeretlen. A Természetvédelmi Világszövetség Vörös listáján nem fenyegetett fajként szerepel.